# 臼杵城
臼杵城（うすきじょう）是位於日本大分縣臼杵市的一座城堡，遺跡被大分縣指定為史跡。在戰國時代時，這座城堡曾是大友氏的據點。江戶時代時，這裡是臼杵藩的藩廳辦公地點。臼杵城所在地曾經三面環海，西面也只在低潮時和陸地連接，易於防守。城堡包括一座3重天守和31座櫓。廢藩之後，臼杵城部分建築被拆除，附近海域也被填海。現在臼杵城的主要部分作為公園對外開放。

## 外部連結
- 正保城絵図(国立公文書館デジタルアーカイブ)